# 青森県道185号出来島丸山線
青森県道185号出来島丸山線（あおもりけんどう185ごう できしままるやません）は、青森県つがる市を通る一般県道である。

## 概要
つがる市木造菰槌で青森県道12号鰺ケ沢蟹田線から分岐し、つがる市木造出来島を経由して再びつがる市木造丸山で青森県道12号線に合流する。溜池の大堤を周回し、途中で木造漁港に接続するCの字の形状になっている。起点では青森県道114号菰槌木造線に連続している。

### 路線データ
- 起点：つがる市木造出来島[1]
- 終点：つがる市木造丸山[1]

## 歴史
- 1961年（昭和36年）2月10日 - 県道に認定される[1]。

## 地理

### 交差する道路
- 青森県道12号鰺ケ沢蟹田線・青森県道114号菰槌木造線（つがる市木造、起点）
- 屏風山広域農道
- 青森県道12号鰺ケ沢蟹田線（つがる市木造丸山、終点）

### 沿線の施設など
- 菰槌簡易郵便局
- 出来島海水浴場
- 木造漁港